# John Layton
John Layton (Hereford, 29 giugno 1951) è un dirigente sportivo, allenatore di calcio e calciatore inglese, di ruolo difensore.

## Biografia
Suo padre Johnny fu un giocatore dell'Hereford Utd negli anni '50 e '60 (al momento del suo ritiro, deteneva il record di presenze in partite ufficiali con il club).

## Caratteristiche tecniche
Era un difensore centrale.

## Carriera

### Giocatore
Dopo aver giocato nelle giovanili dell'Hereford United milita nei semiprofessionisti dei Kidderminster fino al 1974, quando si trasferisce nuovamente all'Hereford United, club della terza divisione inglese. Fa il suo esordio nel club il 27 agosto 1974 in una partita di Coppa di Lega contro lo Shrewsbury Town. Nella sua prima stagione da professionista, all'età di 23 anni, gioca quindi in questo torneo, categoria in cui l'anno seguente i Bulls vincono il campionato (raggiungendo nella stessa stagione la finale di Coppa del Galles), arrivando quindi nella stagione 1976-1977 a militare per la prima volta nella loro storia in seconda divisione. Il campionato in questa nuova categoria termina però con un ultimo posto in classifica, a 3 punti di distacco dalla zona salvezza; anche il successivo torneo di terza divisione non ha un esito migliore: pur migliorando leggermente il piazzamento in classifica (penultimo posto, davanti solamente al Portsmouth), il club bianconero arriva infatti a 7 punti di distacco dal Rotherham Utd, primo dei club non retrocessi in quarta divisione. Layton dopo un quadriennio di continui cambi di categoria si ritrova quindi a giocare nuovamente in quarta divisione, torneo in cui trascorre le stagioni 1978-1979 e 1979-1980: se il primo dei due campionati si conclude con un quattordicesimo posto in classifica, nella Fourth Division 1979-1980 l'Hereford United si piazza invece in quartultima posizione, riuscendo comunque ad essere rieletto nella Football League anche per l'annata successiva. Layton, comunque, al termine di questa stagione dopo complessive 200 presenze e 13 reti in partite di campionato si trasferisce ai semiprofessionisti del Gloucester City, dove gioca dal 1980 al 1982, diventando in quest'ultimo anno per un breve periodo anche l'allenatore del club. Dopo un biennio in Southern Football League (sesta divisione) con il club giallonero, gioca nel medesimo torneo anche dal 1982 al 1984 con il Trowbridge Town; nella parte finale della stagione 1983-1984 si trasferisce invece ai gallesi del Newport County, con cui disputa una partita in terza divisione (la sua numero 201 in carriera, con 13 reti segnate, nei campionati della Football League). Nell'estate del 1984 si trasferisce poi ai semiprofessionisti del Worcester City, con i quali chiude la carriera.

### Allenatore
Dal 1988 al 1994 ha allenato nelle giovanili dell'Hereford United; nell'estate del 1994 viene promosso in prima squadra come vice di Grego Downes, ma all'esonero di quest'ultimo diventa allenatore ad interim: dopo sole tre partite (una di campionato e due in Coppa di Lega) viene promosso ad allenatore in pianta stabile per il resto del campionato di quarta divisione, che dopo un inizio travagliato conclude, grazie anche a 17 risultati utili nelle ultime 22 partite giocate, al sedicesimo posto in classifica, con 15 punti di vantaggio sulla zona retrocessione occupata dall'Exeter City. Nonostante i discreti risultati ottenuti non viene però riconfermato, e nell'estate del 1995 lascia il club.
Dal 2001 al 2002 ha invece allenato la nazionale pakistana; in questi stessi anni è anche stato responsabile di tutte le nazionali giovanili pakistane; nella stagione successiva ha allenato l'Hurriya F.C., squadra della prima divisione delle Maldive, per poi passare al Lower Hutt City in Nuova Zelanda ed in seguito negli Stati Uniti, dove ha allenato una squadra giovanile. Per alcuni anni anche a causa di problemi di salute ha abbandonato l'attività di allenatore, dedicandosi per 2 anni all'insegnamento in un college e successivamente all'attività di istruttore per il conseguimento dei patentini da allenatore. Dal 2011 al termine della stagione 2013-2014 è stato responsabile del settore giovanile dell'Hereford United, incarico che ha dovuto lasciare al termine della stagione a causa di problemi finanziari del club, che, escluso dalla Conference National, ha dovuto tagliare i finanziamenti (compresi quelli al settore giovanile) per reperire fondi necessari alla sopravvivenza della squadra.

## Palmarès

### Giocatore

#### Competizioni regionali
- Gloucestershire FA Senior Professional Cup: 1

Gloucester City: 1980-1981